# Vogelraupfi
Le Vogelraupfi ou Vogelroupfi est une île de l'Aar, sur le territoire de Bannwil dans le canton de Berne.